# Béatrice Uria-Monzon
Béatrice Uria-Monzon (28. prosince 1963 Agen, Francie – 19. července 2025 Agen) byla francouzská operní pěvkyně, mezzosopranistka.

## Život a kariéra
Dcera španělského malíře Antonia Uria-Monzona studovala na lyceu v Agenu a univerzitě v Bordeaux. Pro svou pěveckou dráhu se školila na Conservatoire national de musique de Bordeaux a École d'art lyrique de l'Opéra national de Paris. Na scéně poprvé vystoupila v roce 1987. Účinkovala v Opeře Bastille v sezónách 1993, 1994, 1997, 1998 a 1999. Dále hostovala mimo Francii v Itálii, Rakousku a USA.

## Diskografie
CD
- Bizet, Carmen (Carmen), Orchestre National Bordeaux Aquitaine, dirigent Alain Lombard, Naïve
- Massenet, Werther (Charlotte), Orchestre National de Lille, dirigent Jean-Claude Casadesus, Naxos
- Prokofjev, Láska ke třem pomerančům (Sméraldine), Orchestre de l'Opéra de Lyon, dirigent Kent Nagano, Virgin classics

DVD
- Offenbach, Les Contes d'Hoffmann (Giulietta), Orchestre de l'Opéra National de Paris, dirigent Jesus Lopez-Cobos, TDK
- Prokofjev Láska ke třem pomerančům (Fata Morgana), Orchestre de l'Opéra National de Paris, dirigent Sylvain Cambreling, TDK
- Thomas, Hamlet (Gertrude), Orchestre du Grand Théâtre du Liceu, dirigent Bertrand de Billy, EMI